# 37-й стрілецький корпус (СРСР)
37-й стрілецький корпус (37-й ск) — військове формування Збройних сил СРСР до та під час Другої світової війни.

## Історія
Управління корпусу сформоване у серпні 1939 року у Київському військовому окрузі (КОВО). 17 вересня 1939 року управління корпусу ввійшло у склад Українського фронту під час Вторгнення СРСР до Польщі.
24-25 вересня 1939 року у склад корпусу ввійшла 124-та стрілецька дивізія.
В 1941 році сформований в м. Золочів Львівської області і ввійшов до складу КОВО. Входив до складу 6-ї армії і складався з 80-ї, 139-ї та 141-ї стрілецьких дивізій.
Корпус брав участь у Другій світовій війні проти Німеччини. 22 червня 1941 року увійшов до складу Південно-Західного фронту.
В кінці липня на початку серпня 1941 року корпус брав участь в битві під Уманню, у ході якої потрапив в оточення та був розгромлений. Командир корпусу комдив С. П. Зибін загинув 5 серпня під час артилерійського обстрілу в урочищі Зелена брама.
1 вересня 1941 року корпус був розформований.

## Командування
- Могильовчик Є. А., генерал-майор (з березня 1940)
- Зибін С. П., комбриг[1]

## Бойовий склад

### На 2.10.1939
- Управління корпусу
- Корпусні частини
- 124-та стрілецька дивізія.[2],[3]
- 130-та стрілецька дивізія[3]
- 187-та стрілецька дивізія[3]

124-та стрілецька дивізія включала 406-й, 622-й і 781-й стрілецький, 469-й гарматний та 341-й гаубичний артилерійський полки, 200-й окремий батальйон зв'язку, 225-й окремий саперний батальйон, 202-й окремий винищувальний протитанковий дивізіон, 193-й окремий розвідувальний батальйон, 119-й окремий зенітно-артилерійський дивізіон.
Командир дивізії Сущий Ф. Г., військовий комісар Жиляков Г. І., начальник штабу Рогачевський С. М..

### На 22.06.1941
- Управління в м. Золочів
- Корпусні частини: 441-й та 445-й корпусні артилерійські полки, 299-й окремий батальйон зв'язку, 277-й окремий саперний батальйон
- 80-та стрілецька дивізія, командир генерал-майор Прохоров В. І.[4]
- 139-та стрілецька дивізія, командир полковник Логінов М. Л.[4]
- 141-ша стрілецька дивізія, командир генерал-майор Тонконогов Я. І.[4]

## Бойова діяльність
24-25 вересня 1939 року, здійснивши марш з Миколаївської області, дивізія зосередилась в районі м. Проскурів, до його складу була включена 124-та сд.
До 2 жовтня 1939 року корпус входив до складу Кавалерійської армійської групи Українського фронту.
У березні 1941 року корпус знаходився у складі КОВО. 14 березня командиром корпусу був призначений комбриг Зибін С. П.
9 червня 1941 року Військовою радою округу було вирішено у військах другого ешелону мати запас патронів у кожного ручного та станкового кулеметів, гранати, що зберігаються на складах, розподілити по підрозділам, половину боєкомплекту снарядів та мін мати у спорядженому стані, створити запас палива не менше двох заправок.
21 червня 1941 року корпус знаходився у резерві КОВО.

### Німецько-радянська війна
22 червня, з початком бойових дій, корпус увійшов до складу Південно-Західного фронту (ПЗФ) і знаходився у резерві.
8.00
Дивізії корпусу йшли на захід двома маршрутами на вказаний рубіж південно-західніше м. Кременець. Північний маршрут проходив через м. Ямпіль. Південний маршрут проходив через м. Волочиськ. Корпус знаходився в районі міст Ямпіль та Волочиськ.
21.15
Народний комісар оборони СРСР Маршал Радянського Союзу Тимошенко С. К. наказав командуючому військами фронту генерал-полковнику Кирпоносу М. П.  силами 5-ї та 6-ї армій завдати ударів на м. Люблін (Німеччина) та знищити противника.
Для знищення військ противника, що вторглися на територію СРСР на цьому напрямку командуючий військами Південно-Західного фронту вирішив створити ударні угрупування: північне ударне угрупування — 22-й, 9-й, 19-й механізовані корпуси та 31-й стрілецький корпус — в районі м. Луцьк; південне ударне угрупування — 4-й, 8-й, 15-й механізовані корпуси та 37-й — в районі м. Броди. На першому етапі операції угрупування військ повинні були завдати ударів на м. Сокаль.
За задумом командуючого 5-та і 6-та армії повинні були зупинити просування противника та забезпечити розгортання ударних угрупувань на власних рубежах. 36-й стрілецький корпус повинен був вийти на рубіж м. Дубно — м. Кременець та прикрити житомирський напрямок, а 37-й ск вийти південно-західніше м. Кременець, прикривши тернопільський напрямок. В м. Тернопіль знаходився командний пункт Південно-Західного фронту.
23 червня в 00.00 корпус входив до складу другого ешелону фронту, йому необхідно було пройти 150—200 км до рубежу південно-західніше м. Кременець для прикриття тернопільського напрямку.
8.00
З самого ранку бої на кордоні розгорілися з новою силою. Війська 5-ї та 6-ї армій, стримуючи переважаючого противника, відстоювали кожний клаптик радянської землі. За наказом командира фронту війська корпусу йшли двома маршрутами на вказаний рубіж південно-західніше м. Кременець.
12.00
В районі Луцьк, Броди, Рівне розгорталося найбільша танкова битва — битва під Дубном. Першими у бій вступили 15-й та 22-й механізовані корпуси.